# Карнауховка (Харьковская область)
Карнауховка (укр. Карнаухівка) — село,
Вернопольский сельский совет,
Изюмский район, Харьковская область, Украина.
Код КОАТУУ — 6322882203. 

## Население
Согласно переписи УССР 1989 года,  численность населения села составляла 60 человек, из них 26 мужчин и 34 женщины. 
Население по переписи 2001 года составляет 41 человек, из них 17 мужчин и 24 женщины. 

## Географическое положение
Село Карнауховка находится на одном из истоков реки Великая Камышеваха, на расстоянии в 4,5 км от села Вернополье.

## Экономика
- Овце-товарная ферма.